# Jens Ive
Jens Ive (født 4. december 1954) er en dansk politiker fra Venstre, der fra 2012 til 2021 var borgmester i Rudersdal Kommune.
Ive har været medlem af bestyrelsen i KL (Kommunernes Landsforening) siden 2014.